# Ermanno Zonzini
Ermanno Zonzini (San Marino, 1º aprile 1974) è un ex calciatore sammarinese, di ruolo centrocampista.

## Carriera

### Club
Dal 1997 ad oggi ha giocato per Juvenes/Dogana, Cosmos, Faetano e Cailungo.

### Nazionale
Dal 1999 ad oggi ha giocato per il San Marino 21 partite.